# Caso antipulpo
El Caso Antipulpo es el nombre utilizado por la Procuraduría General de la República Dominicana para denominar el proceso judicial originado a raíz de la autodenominada Operación Antipulpo que a su vez es un proceso de investigación liderado por la Procuraduría Especializada de Persecución de la Corrupción Administrativa (PEPCA) en el cual se persigue y busca condenar una presunta red de corrupción aparentemente encabezada por Juan Alexis Medina, hermano del expresidente Danilo Medina, a quién acusan de malversar fondos estatales por al menos RD$4,000 millones (US$68.6 millones) desde el 2012 hasta el 2020.
Tanto esta operación, este caso así como otros llevados a cabo por el Ministerio Público de la República Dominicana, la Procuraduría Especializada de Persecución de la Corrupción Administrativa (PEPCA) y liderados por los magistrados Wilson Camacho y Yeni Berenice Reynoso en contra de funcionarios del gobierno de Danilo Medina y simpatizantes del Partido de la Liberación Dominicana han sido objeto de cuestionamientos en cuanto a su imparcialidad, el interés mediático, faltas al debido proceso y abuso de la prisión preventiva, siendo catalogada por algunos como una persecución política.

## Investigación
El proceso de investigación ha sido dirigido por el magistrado Wilson Camacho, quién es procurador general de Corte de Apelación Titular de la Procuraduría Especializada de Persecución de la Corrupción Administrativa (PEPCA) y ha sido apoyado por la magistrada Yeni Berenice Reynoso, directora general de Persecución del Ministerio Público de la República Dominicana.

### Detenidos
La autodenominada "Operación Antipulpo" fue un conjunto de apresamientos y allanamientos emprendidos en la madrugada del 29 de noviembre de 2020 como resultado de una investigación que venía realizando la PEPCA desde varios meses antes. Como resultado de dicha operación resultaron apresados:
- Fernando Aquilino Rosa Rosa, expresidente del Fondo Patrimonial de las Empresas Reformadas (Fonper) durante el gobierno de Danilo Medina;[24]
- Lorenzo Wilfredo (Freddy) Hidalgo Núñez, exministro de Salud Pública durante el gobierno de Danilo Medina;[25]
- Francisco Pagán, el exdirector general de la Oficina de Ingenieros Supervisores de Obras del Estado (Oisoe) durante el gobierno de Danilo Medina;[26]
- Carmen Magalys Medina Sánchez, exvicepresidenta del Fonper durante el gobierno de Danilo Medina y a la vez, su hermana[27]
- Juan Alexis Medina Sánchez, hermano del exmandatario Danilo Medina;[27]
- Aquiles Alejandro Cristofer Sánchez;[28]
- Julián Esteban Suriel Suazo;[28]
- José Dolores Santana Carmona;[28]

- Rafael Antonio Germosén Andújar, contralor general de la República durante el gobierno de Danilo Medina.

- Domingo Antonio Santiago Muñoz.[28]
- Wacal Vernavel Méndez Pineda

### Medida de coerción
El Ministerio Público presentó la solicitud de medida de coerción por ante el Juez del Juzgado de Atención Permanente del Distrito Nacional, magistrado José Alejandro Vargas. A pocas horas de finalizar el plazo establecido en el debido proceso, quién posteriormente el  1 de diciembre de 2020 conoció dicha solicitud y aplazó el conocimiento de la misma para el domingo 6 de diciembre de ese mismo año, convenido con todas las partes debido a que algunos imputados no se encontraban preparados para conocer la misma. Finalmente, el domingo 6 de diciembre, inició el conocimiento de medida de coerción en la Sala de Audiencias del Primer Tribunal Colegiado del Distrito Nacional ubicado en el Palacio de Justicia de Ciudad Nueva, donde también guardaban prisión los imputados. El conocimiento de esta medida debía ser un proceso relativamente sencillo y rápido, sin embargo, se terminó extendiendo por un total de 28 horas divididas en tres días.
El martes 8 de diciembre de 2020 el Juez José Alejandro Vargas dispuso declarar el caso complejo y otorgó las siguientes medidas preventivas:
3 meses de prisión preventiva en el Centro de Corrección y Rehabilitación de San Cristóbal (Najayo - Hombres):
- Fernando Aquilino Rosa Rosa, expresidente del Fondo Patrimonial de las Empresas Reformadas (Fonper);[31]
- Francisco Pagán, el exdirector general de la Oficina de Ingenieros Supervisores de Obras del Estado (Oisoe);[32]
- Juan Alexis Medina Sánchez;
- Aquiles Alejandro Cristofer Sánchez;
- Julián Esteban Suriel Suazo;
- José Dolores Santana Carmona;
- Wacal Vernavel Méndez Pineda.

Prisión domiciliaria, con brazalete electrónico, vigilancia, impedimento de salida y pago de una garantía económica de 10 millones de pesos, mediante la modalidad de contrato contra:
- Lorenzo Wilfredo (Freddy) Hidalgo Núñez, exministro de Salud Pública;[33]
- Carmen Magalys Medina Sánchez, exvicepresidenta del Fonper;[27]
- Rafael Antonio Germosén Andújar;[28] sin garantía económica.

Mientras que al imputado Domingo Antonio Santiago Muñoz se le otorgó libertad pura y simple con la orden de presentación periódica ante el tribunal.